# 安格連
安格連是烏茲別克的城市，由塔什干州負責管轄，位於該國東部，距離首府塔什干110公里。位于安格连河河畔。始建於1946年，主要經濟活動是工業。2005年人口126,962人，2021年人口191300人。

## 历史
市名来自波斯语（āhangarān），意为“铁匠”，俄语化之后成为了安格连。āhangarān原为河名，即安格连河，乌兹别克语称为Ohangaron。
1940年，苏联开始在此地建造煤矿，1942年开始运行。1941年通往塔什干的铁路通车。在第二次世界大战期间，当地出现了多个聚居点。1946年6月，乌兹别克社会主义苏维埃共和国最高苏维埃发文，将安格连升格为市。战后，在西伯利亚滞留的日军俘虏在安格连参与建设（劳动改造）。
安格连曾是苏联的重要工业城市，苏联解体后，许多俄罗斯族及塔塔尔族任然留居在安格连。1990年代，安格连市的许多工厂均因为缺少技术人员、销路不畅、设备老化、管理不善等原因纷纷关闭，使得安格连鬼城化。

## 经济
安格连是以煤矿业为中心的工业城市，有众多发电站。2012年，哈尔滨电气集团与乌兹别克斯坦国家能源股份有限公司签订安格连1×150MW燃煤电厂项目（简称“安格连项目”）火力发电的总承包项目合同，2021年6月安格连项目完成移交。

## 交通
中国、乌兹别克斯坦共同建设的安格连-帕普铁路卡姆奇克隧道2013年立项，2016年通车。

## 友好城市
- 中华人民共和国 淄博市 2024年[11]